# Oleh Omelchuk
Oleh Omelchuk (Олег Петрович Омельчук; Velyki Selyshcha, 7 de junho de 1983) é um atirador esportivo ucraniano, medalhista olímpico.

## Carreira
Omelchuk participou dos Jogos Olímpicos de Verão de 2020 em Tóquio, onde participou da prova de pistola de ar 10 m em duplas mistas ao lado de Olena Kostevych, conquistando a medalha de bronze após derrotar a dupla sérvia nesta modalidade.